# 988

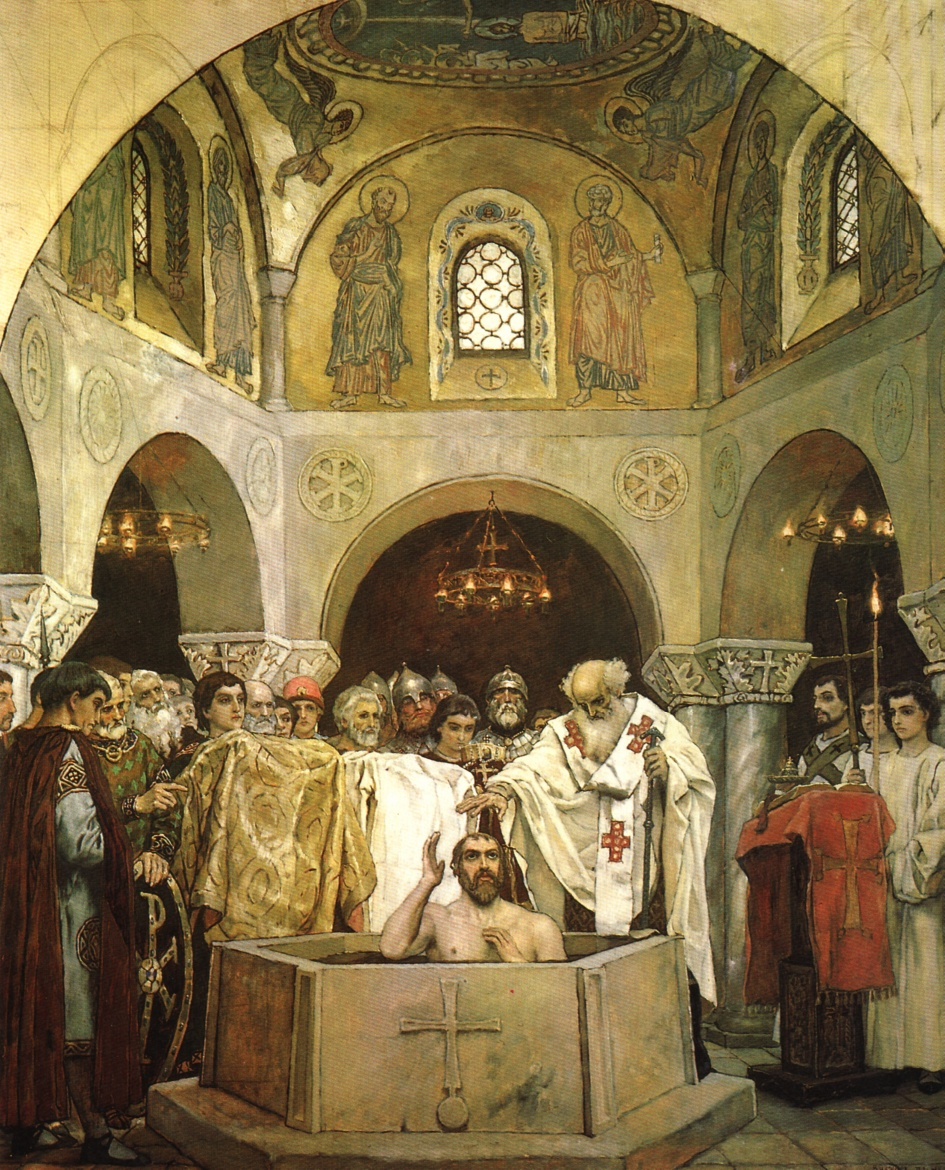
Prins Vladimir I ("de Grote") wordt gedoopt.

Het jaar 988 is het 88e jaar in de 10e eeuw volgens de christelijke jaartelling.

## Gebeurtenissen

### Byzantijnse Rijk
- Herfst - Keizer Basileios II ("de Bulgarendoder") gesteund door een contingent van 6.000 Varangianen (de latere Varangiaanse garde), organiseert de verdediging van Constantinopel om het hoofd te kunnen bieden aan de dreiging van de opstandelingen onder bevel van generaal Bardas Phokas ("de Jongere"). Basileios steekt met een expeditieleger de Bosporus over en leidt bij Chrysopolis een verrassingsaanval op het rebellenkamp.

### Europa
- 1 april - De 16-jarige Robert II ("de Vrome") treedt in het huwelijk met de 20 jaar oudere Suzanna van Italië (de weduwe van graaf Arnulf II). Het huwelijk is geregeld door koning Hugo I (of Capet) om de loyaliteit van het graafschap Vlaanderen veilig te stellen. Robert krijgt het bezit over de steden Montreuil en Ponthieu. De 8-jarige zoon van Suzanna (de stiefzoon van Robert), Boudewijn IV, volgt zijn vader op als graaf van Vlaanderen.[1]
- Karel, hertog van Neder-Lotharingen (de jongere broer van wijlen koning Lotharius III), komt in opstand tegen Hugo I (of Capet). Hij verovert met de hulp van zijn halfbroer Arnulf (aartsbisschop van Reims) de stad Laon. Karel vraagt steun aan keizerin Theophanu om de koningskroon te bemachtigen. Hiervoor wordt hij gedwongen zijn 10-jarige zoon Otto II als gijzelaar over te dragen (dit vanwege dat Karel niet in opstand zal komen).[2]
- Almanzor, de de facto heerser van Al-Andalus, zet zijn veldtocht in de Douro vallei tegen de koninkrijken León en Castilië voort. Koning Bermudo II ("de Jichtige") vlucht naar Zamora; de stad verzet zich vier dagen lang, maar wordt door de Moorse troepen uiteindelijk geplunderd en verovert. De Spaanse christelijke staten in het noorden, met name León, worden steeds zwakker (vanwege de rooftochten van de Moren).[3][4]

### Religie
- Zomer - Prins Vladimir I ("de Grote") trouwt met de 25-jarige Anna Porphyrogenitus (de zus van Basileios II) en bekeert zich tot het christendom. Hij wordt gedoopt in Chersonesos op de Krim – waarbij hij de voornaam Basileios aanneemt (ter ere van zijn zwager). Vladimir keert triomfantelijk terug naar Kiev en begint met de kerstening van het Kievse Rijk (naar de richtlijnen van de Oosters-Orthodoxe Kerk).[5]
- Eerste schriftelijke vermeldingen van de steden Casale Monferrato, Odense en Voorhout (volgens een bref schenkt graaf Dirk II de kerk van "Foranholte" aan de Sint-Adelbertabdij).

## Geboren
- Tilopa, Indiaas boeddhistische leraar (yogi) (overleden 1069)

## Overleden
- 13 februari - Adalbert-Atto, Lombardisch edelman (Huis van Canossa)
- 30 maart - Arnulf II ("de Jongere"), graaf van Vlaanderen (r. 965 - 988)
- 28 april - Adaldag, aartsbisschop van Hamburg-Bremen (r. 937 - 988)
- 6 mei - Dirk II (of Diederik II), graaf van West-Frisia (r. 965 - 988)
- 19 mei - Dunstan, aartsbisschop van Canterbury (r. 960 - 988)